# Bosvedjan (stadsdelsområde)
Bosvedjan är ett stadsdelsområde i Sundsvalls tätortsregion i Sundsvalls kommun som omfattar stadsdelarna Bosvedjan och Bydalen i tätorten Sundsvall.